# Біллі Райт
Біллі Райт (англ. Billy Wright; 6 лютого 1924, Айронбрідж — 3 вересня 1994, Лондон) — колишній англійський футболіст, півзахисник. По завершенні ігрової кар'єри — тренер.

## Клубна кар'єра
Вихованець футбольної школи клубу «Вулвергемптон Вондерерз». Дорослу футбольну кар'єру розпочав у 1939 році в основній команді того ж клубу, кольори якої і захищав протягом усієї своєї кар'єри гравця, що тривала чотирнадцять років (з перервою, пов'язаною з Другою світовою війною). Більшість часу, проведеного у складі «Вулверхемптона», був основним гравцем команди.

## Виступи за збірну
У 1946 році дебютував в офіційних матчах у складі національної збірної Англії. Протягом кар'єри у національній команді, яка тривала 14 років, провів у формі головної команди країни 105 матчів, забивши 3 голи.
У складі збірної був учасником чемпіонату світу 1950 року у Бразилії, чемпіонату світу 1954 року у Швейцарії, а також чемпіонату світу 1958 року у Швеції.

## Кар'єра тренера
Розпочав тренерську кар'єру невдовзі по завершенні кар'єри гравця (у 1962 році), очоливши тренерський штаб клубу «Арсенал». Досвід тренерської роботи обмежився цим клубом.

## Титули і досягнення

### Командні
- Чемпіон Англії (3):

1953–1954, 1957–1958, 1958–1959
- Кубок Англії з футболу (1):

1948–1949
- Володар Суперкубка Англії (1):

1950

### Особисті
- Футболіст року за версією Асоціації спортивних журналістів

1952